# Pedra de Feitiço
Pedra de Feitiço é uma vila e comuna angolana que se localiza na província do Zaire, pertencente ao município do Soio.
Na era colonial era designada "Emílio de Carvalho" em homenagem ao tenente-aviador de mesmo nome, pioneiro do correio aéreo angolano e piloto da rota Ambaca-Luanda-Ambriz-Nezeto-Quinxassa, morto num acidente aéreo com um Caudron G.3 em 13 de novembro de 1924 em Luanda. A vila de Pedra de Feitiço conserva uma pista de pouso nomeada "Aeródomo Emílio de Carvalho".